# Torre del Veguer

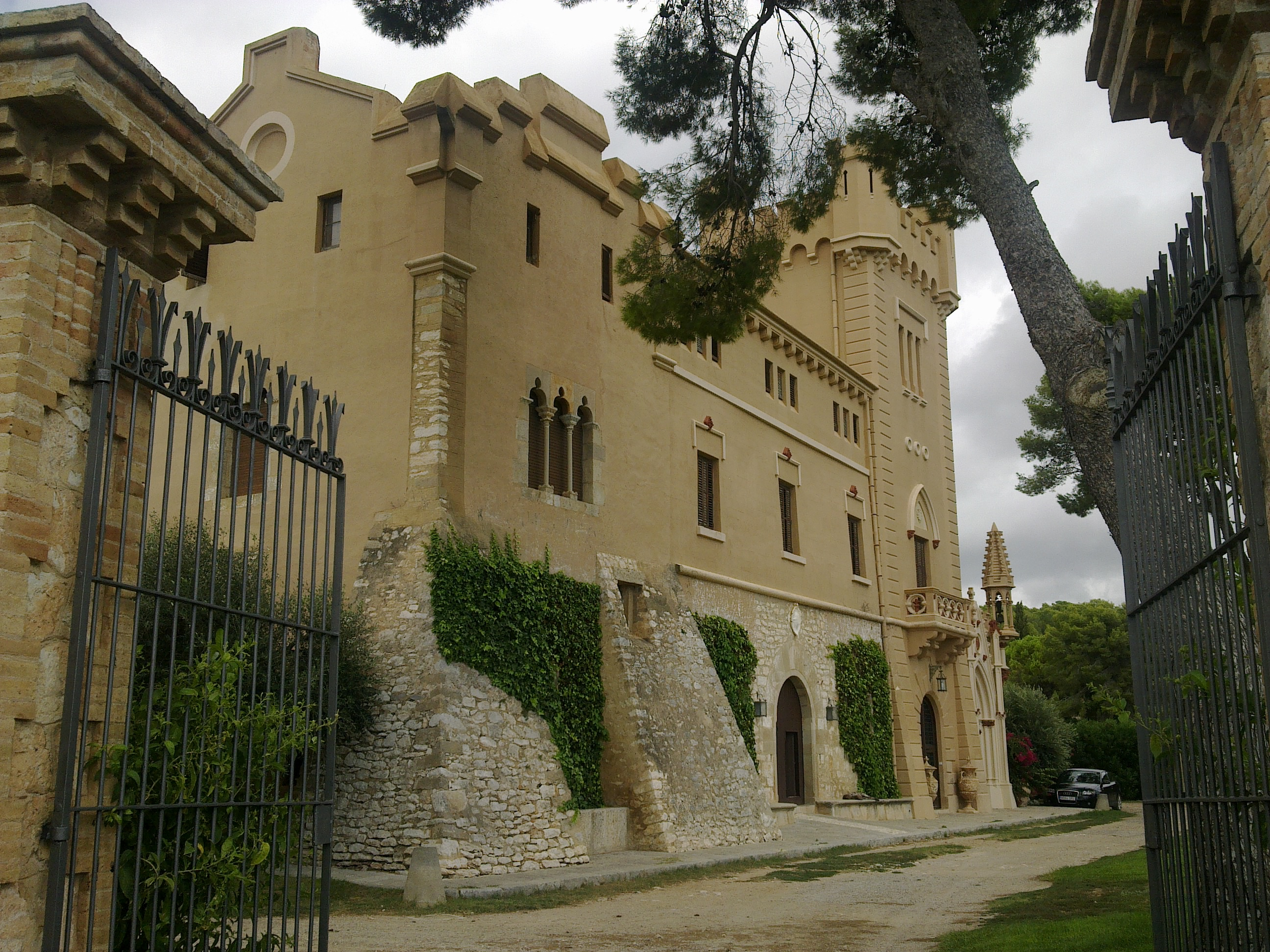
La Torre del Veguer, en San Pedro de Ribas, Barcelona.

La Torre del Veguer es una casa fortificada de origen medieval situada en San Pedro de Ribas, Barcelona, y declarada Bien de Interés Cultural por la Generalidad de Cataluña. Actualmente, pertenece a la familia Ferrer-Vidal.

## Historia
La primera constancia histórica del inmueble data de 1318, cuando Guillermo de Cortei adquiere el lugar, que pasa a conocerse como Cuadra de los Cortei (en catalán: Quadra d'Escortey), donde se escribe que habitaban ocho fuegos (hogares). 

### Monasterio de San Jerónimo de Montoliver
En el siglo XV, Bertran Nicolau obtuvo del Papa Benedicto XIII la autorización para fundar un monasterio jerónimo en la diócesis de Barcelona. Entonces, el propietario de la "Cuadra de los Cortei" era Genis Almogáver, quien vendió al prior del monasterio del Valle de Hebrón la finca con todas sus tierras y los hombres y mujeres que habitaban allí.
El 9 de octubre de 1413 se firmó el documento de fundación del Monasterio y Bertran Nicolau lo dotó con 14.000 libras con la condición de que los frailes celebrasen misas por su salvación mientras viviera, y por su alma después de muerto. Pero aquel lugar no era apto para la vida cenobítica, por "falta de agua y leña". Por ese motivo, el 21 de octubre de 1416 los jerónimos vendieron la casa a Blas de Castellet y se establecieron en Badalona, donde fundaron el Monasterio de San Jerónimo de la Murtra en 1416, de larga tradición.

### Torre del Veguer
En 1464, adquirió la finca Gaspar de Avignon, familia que ostentará la propiedad de la casa durante varios siglos. Uno de los Avignon, concretamente Federich d'Avignon (1601), ejerció el oficio de Veguer (representante del Conde de Barcelona) en el Panadés. Por tal motivo, la casa se conocerá a partir de entonces como la Torre del Veguer. Posteriormente, Jerónima de Avignon se casó con Luis de Vilafranca, quedando la Torre en manos de los Vilafranca hasta mediados del siglo XIX, cuando la adquirió la familia Desmassieres y Fernández de Santillana.
En 1883, adquiere la finca José Ferrer y Vidal, siendo sus descendientes los actuales propietarios de la finca.  José Ferrer y Vidal realizó importantes reformas en la casa, otorgándole el aspecto de fortificación que posee la casa en la actualidad: hizo levantar la torre de planta cuadrada, merlones, matacanes y torres con aspilleras en los ángulos siguiendo el estilo del neoclásico. En 1896 se inauguró una capilla dedicada a María Auxiliadora, de estilo neogótico.
A José Ferrer y Vidal le sucedió su hijo Juan Ferrer-Vidal y Soler, Senador y diputado de las Cortes, quien añadió un pequeño teatro en 1895; a éste, le sucedió su hijo Agustín Ferrer-Vidal y Goytisolo; a éste, su hija Elena Ferrer-Vidal Llorens; y finalmente, el hijo de esta, Joaquin Gay de Montellá Ferrer-Vidal, propietario en la actualidad.

## Aspecto actual
La mayor parte de la edificación actual corresponde a las obras realizadas en el siglo XIX, de estilo ecléctico: torreón de planta cuadrada neoclásico, capilla neogótica. Se conservan algunos elementos originales de la casa fuerte medieval, así como un claustro del siglo XV con varios arcos de piedra con vueltas redondas, herencia de la época del monasterio jerónimo. En el exterior encontramos un gran portalón de arco de medio punto adornado con un escudo de mármol del siglo XVI con las armas de los Avinyó, y con sólidos contrafuertes adosados. En el interior, tres arcos ojivales en la bodega y un arco de medio punto en la cocina, son testimonios de la antigüedad del edificio.
La casa siembre ha estado ligada a la tradición del cultivo de la vid desde que la iniciaron los monjes jerónimos en el siglo XV hasta la actualidad. A finales del siglo XIX, los vinos de la casa consiguieron una medalla de oro en la Exposición Universal de Barcelona de 1888, y en 1930 se elaboraban vinos que se exportaban a Burdeos (Francia). En 1990 se inició un proyecto de elaboración de vinos de calidad, proyecto vivo en la actualidad.